# Helsingin Palloseura
Helsingin Palloseura (HPS) (svenska "Helsingfors bollklubb) är en fotbollsklubb från Helsingfors i Nyland. HPS bildades 1917 och är historiskt sett en av Finlands främsta fotbollsklubbar.

## Fotboll
HPS har blivit finländska mästare vid nio tillfällen: 1921, 1922, 1926, 1927, 1929, 1932, 1934, 1935 och 1957. Numera håller dock laget till i de lägre divisionerna.

## Ishockey
Klubben har spelat fem säsonger i högstaserien: 1928-1929 och 1932-1934.